# Musée Anna-Akhmatova
Le musée Anna-Akhmatova (Музей Анны Ахматовой в Фонтанном доме) est un musée littéraire situé à Saint-Pétersbourg dans l'ancien palais des comtes Cheremetiev au bord de la Fontanka consacré à la poétesse Anna Akhmatova (1889-1966).
Son adresse est 34, quai de la Fontanka. Il est dirigé par Nina Popova.

## Historique
Le palais des comtes Cheremetiev a été construit dans les années 1730 - début des années 1740 et entre 1746 et 1750 par Savva Tchevakinski, puis à la fin du XVIIIe siècle et au début du XIXe siècle par Andreï Voronikhine, Giacomo Quarenghi et Ivan Starov, puis en 1821-1824 par Quardi et en 1837-1857 par Corsini. C'est un monument architectural protégé au niveau fédéral.
De 1935 à 1941, il abrite le musée de la science populaire qui ferme au déclenchement du siège de Léningrad. Anna Akhmatova a habité de 1918 à 1920 un appartement situé dans l'aile nord du côté du jardin et un appartement de l'aile sud du milieu des années 1920, jusqu'à février 1952. L'édifice a été donné ensuite à l'Institut de recherche d'exploration arctique et antarctique qui a déménagé dans un nouveau bâtiment dans les années 1980.

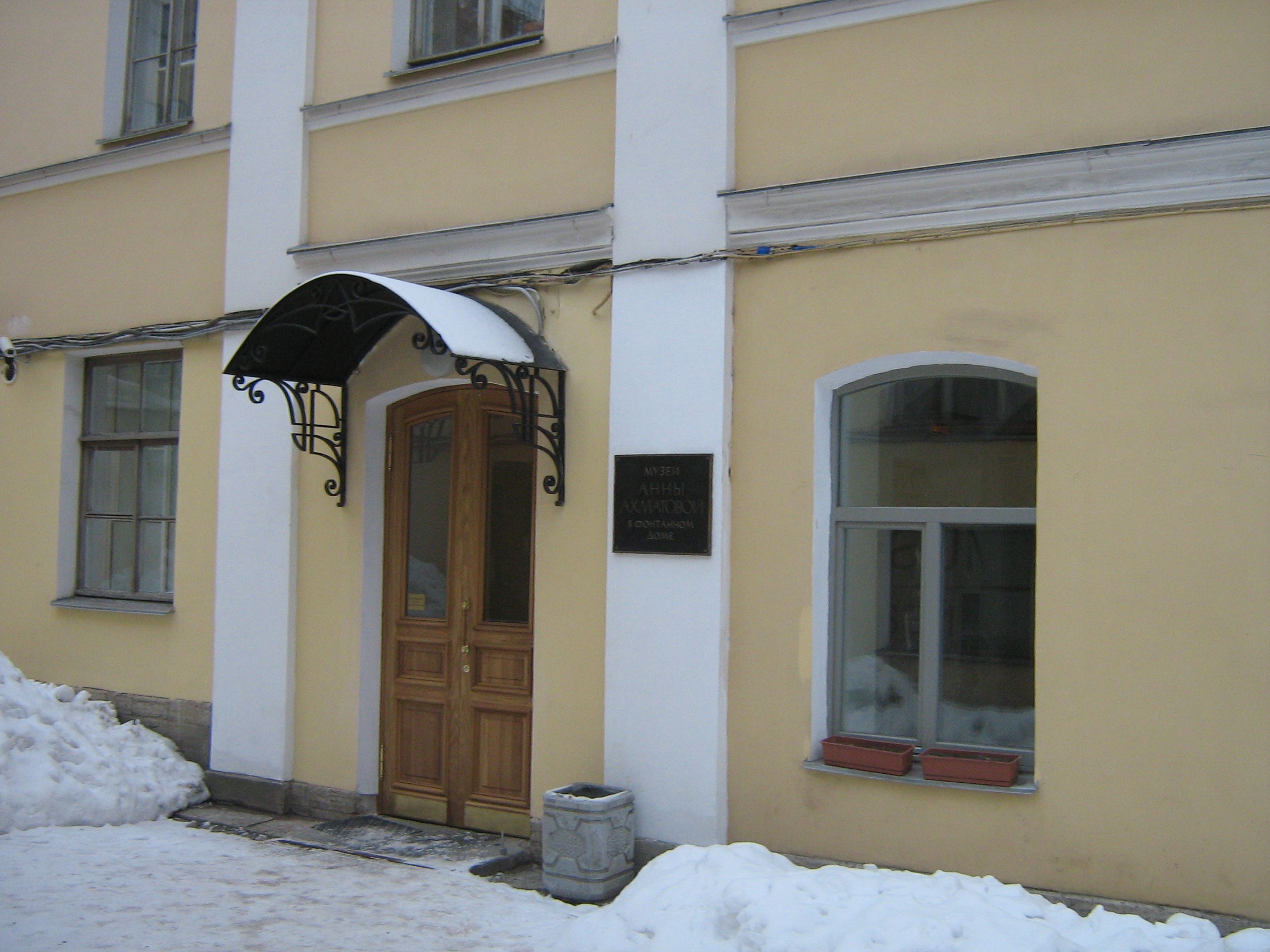
Entrée du musée.

Le musée Anna-Akhmatova a été fondé en 1988 et inauguré le 24 juin 1989, dans l'aile sud du palais, pour le centenaire de la naissance de la poétesse, d'abord comme filiale du musée littéraire Dostoïevski, puis comme musée indépendant. La collection du musée consistait en 2009 en près de cinquante mille objets, y compris les livres de la poétesse et des ouvrages d'auteurs du Siècle d'argent, ainsi que des autographes, des manuscrits, les éditions des œuvres d'Anna Akhmatova, des photographies, des lettres de la poétesse et de ses contemporains, des objets personnels, meubles, tableaux, etc.
L'entrée du musée se fait en passant sous l'arc du no 53 de la perspective Liteïny.

## Illustrations

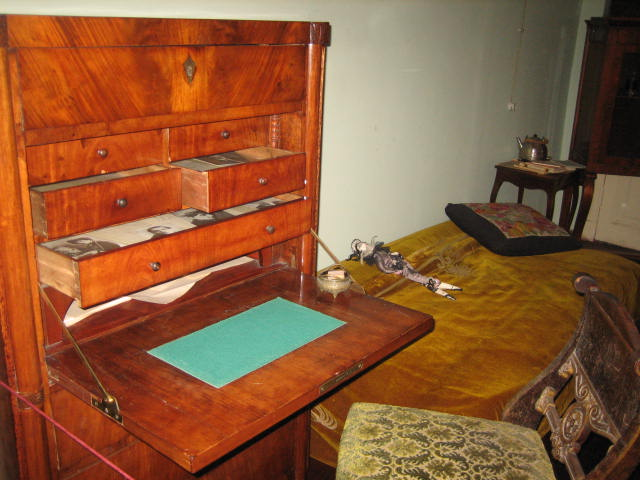
Photographie du secrétaire d'Anna Akhmatova
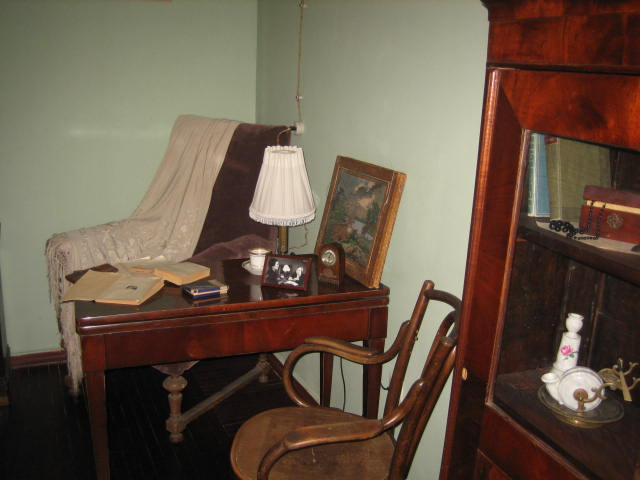
Table à journaux
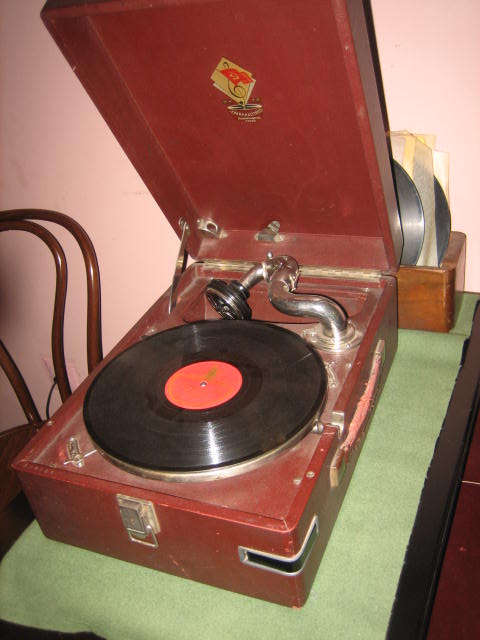
Gramophone
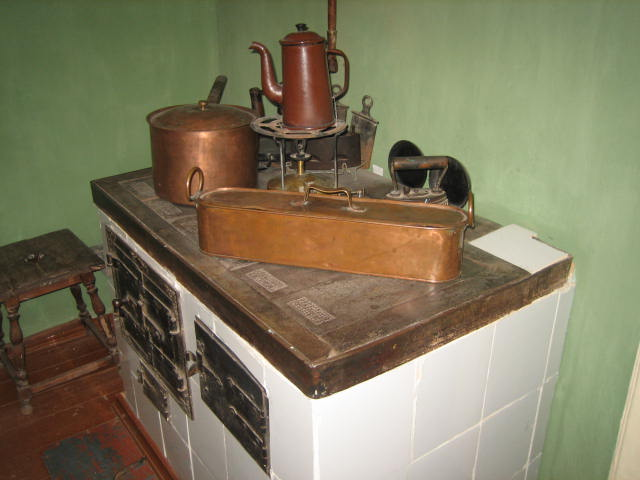
Cuisine
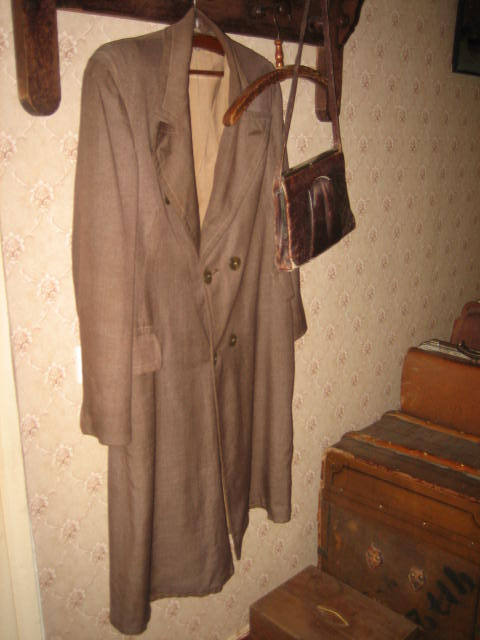
Après l'arrestation de son ancien mari, Nikolaï Pounine, Akhmatova a laissé son manteau à la patère de l'entrée

## Filiales
Deux autres musées sont administrés par le musée Anna-Akhmatova :
- Musée Lev-Goumilev, consacré à Lev Goumilev
- Le Cabinet américain de Joseph Brodsky